# Gopherus agassizii
La tortuga del desierto de Mojave (Gopherus agassizii) es una especie de tortuga de la familia Testudinidae nativa del desierto de Mojave en los Estados Unidos. El Epíteto agassizii hace honor al zoólogo suizo-estadounidense Jean Louis Rodolphe Agassiz.
Durante muchos años se consideraban dentro de esta especie las poblaciones existentes por debajo del Río Colorado hasta el norte del estado mexicano de Sinaloa, pero estudios realizados por Murphy et al. (2011) y Edwards et al. (2016) apuntaron a que estas corresponden a 2 especies nuevas: Gopherus morafkai y G. evgoodei.

## Descripción
Esta tortuga alcanza una longitud de unos 25 a 36 cm, siendo los machos levemente más grandes que las hembras. Los machos poseen una proyección de su pecho en forma de pico en la zona del cuello algo más largo que el de las hembras, su plastrón (parte inferior del caparazón) es cóncavo a diferencia del de las hembras. Los machos poseen colas más largas que las hembras. Sus caparazones son elevados, y de colores entre verdoso y amarronado. Las tortugas del desierto pueden crecer hasta alcanzar una altura de unos 10 a 15 cm y pesar de 4 a 7 kg cuando adultas. Sus miembros anteriores poseen gruesas escamas similares a garras y están desgastados por el continuo excavar. Las patas posteriores son macizas, con alguna similitud a las del elefante.